# کولدنبوتل
کولدنبوتل (به آلمانی: Koldenbüttel) یک شهر در آلمان است که در نوردفرایسلند واقع شده‌است. کولدنبوتل  ۹۴۰ نفر جمعیت دارد.